# Opération Collie
Théâtre d'Asie du Sud-Est de la Guerre du Pacifique
Batailles
- Opération Cockpit
- Opération Transom
- Opération Matterhorn (Pelembang - Kuala Lumpur)
- Bombardements de Bangkok (1942-45)
- Bombardements de Singapour (1944-45)
- Opération Crimson
- Opération Banquet (Padang)
- Opération Light
- Opération Millet
- Opération Outflank (Robson - Lentil - Meridian)
- Opération Sunfish
- Opération Bishop
- Opération Balsam
- Opération Collie
- Opération Livery

L'opération Collie était une opération aéronavale britannique pendant la Seconde Guerre mondiale, du 5 au 11 juillet 1945, dans l'océan Indien. Ses objectifs étaient triples :
- Bombardement naval et  frappes aériennes sur les positions japonaises dans les îles Nicobar, en particulier sur l' île de Nancowry,
- Couverture pour les opérations de déminage avant une éventuelle invasion, dans les eaux entre les îlesNicobar et l'île de Phuket,
- Raids aériens sur les aérodromes japonais de Kota Raja et Lhoknga (en) dans le Sumatra du Nord.

Ces différentes actions étaient le prélude d'une invasion, l’Opération Zipper, qui n'a jamais été réalisée en raison de la capitulation du Japon.

## Ordre de bataille
L'opération Collie a été menée sous la direction du contre-amiral Wilfrid Patterson avec des navires de l'Eastern Fleet du vice-amiral Arthur Power.
- La Force 61 était composés de :
  - Les porte-avions de classe Ruler : HMS Ameer et HMS Emperor
  - Les porte-avions d'escorte de HMS Stalker et HMS Empress
  - Le croiseur léger HMS Nigeria,
  - Les destroyers HMS Roebick, HMS Eskimo, HMS Vigilant
- La Force 62 : 
  - La 6e Flottille de Déminage : dragueurs de mines Elnnox, Gozo, Lightfoot, Melita, Pelorus, Persian et Postillion ; danlayer (en) Immersay et Lingay

## Actions

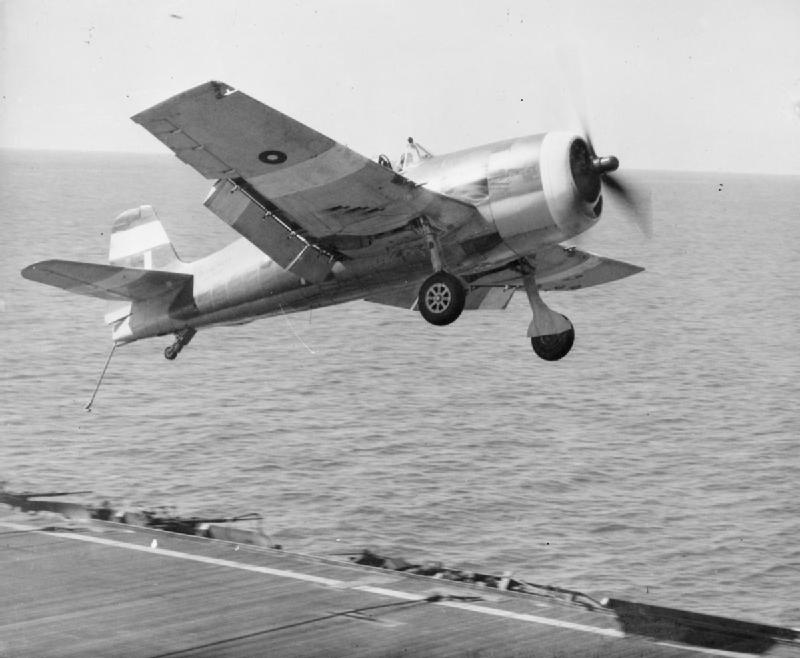
Grumman Hellcat décolant du HMS Ameer

Les deux forces ont quitté la base de Trincomalee le 2 juillet. Les chasseurs Grumman F6F Hellcat embarqués du 884 Naval Air Squadron (en) ont effectué 82 sorties. La flottille de déminage a balayé 167 mines entre le 5 et 10 juillet. Afin de couvrir les démineurs les destroyers ont bombardé les îles Nicobar. Les stations radar ont été mises hors service et ainsi que les installations aperçues dans la zone ont été rendus inutilisables.
Le 7 juillet, Nancowry a été bombardé par des tirs navals et des avions. Le 11 juillet, un raid aérien de 24 avions a attaqué des aérodromes du nord de Sumatra. Aucun avion japonais était présent mais les infrastructures ont été détruites.
Sic ou sept avions britanniques ont été abattus et les pilotes récupérés.